# Élections municipales de 1870 à Paris
Les élections municipales des 5 et 7 novembre 1870 ont eu lieu à Paris pendant le siège de la ville, deux jours après le plébiscite par lequel le gouvernement de la Défense nationale s'était assuré du soutien des parisiens à la suite du soulèvement du 31 octobre 1870. Le maire Étienne Arago, nommé en septembre 1870 par le gouvernement républicain, avait en effet démissionné à la suite de ce soulèvement provoqué par plusieurs faits, dont l'envoi d'Adolphe Thiers, par le gouvernement, à Versailles, afin qu'il négocie l'armistice avec Bismarck. Les maires d'arrondissements étaient élus le 5 et les adjoints le 7 novembre 1870.

## Résultats
Georges Clemenceau, qui avait démissionné avec Arago, est élu sans problèmes dans le XVIIIe arrondissement, ayant montré son intransigeance face à l'armée prussienne. Il a pour adjoint Jean Lafont et deux révolutionnaires, le cordonnier Louis-Simon Dereure et Victor Jaclard.
Les XIe,  XIXe et  XXe arrondissements élisent également des républicains d'extrême gauche (avec le socialiste Henri Tolain, futur député, comme maire adjoint du XIe).
Jules Ferry est nommé maire de Paris en remplacement d'Étienne Arago ; Ernest Cresson préfet de Police et Clément-Thomas, qui avait contenu le mouvement populaire lors des journées de juin 1848, commandant de la Garde nationale.

### Tableau des résultats
Les noms des maires sortants sont suivis du signe *. Parmi ceux-ci, les maires qui avaient été nommés en septembre à titre provisoire par Étienne Arago sont indiqués en italique. Les élus sont indiqués en gras. Sauf mention contraire, les résultats sont ceux retranscrits par Félix Sangnier.
| Arrondissement | Votants (1er tour) | Élu au premier tour (voix) | Résultats du premier tour (voix)                                                                                          | Élu au second tour (voix) | Battu(s) au second tour (voix)                 |
| -------------- | ------------------ | -------------------------- | --- | ------------------------- | ---------------------------------------------- |
| 1er            | 10537              | Tenaille-Saligny* (10100)  | Duboy (121) |                           |                                                |
| 2e             | 12324              | Tirard* (7143)             | Morel (5082) |                           |                                                |
| 3e             | 15398              | Bonvalet* (12031)          | Goudchaux (2747) |                           |                                                |
| 4e             | 14804              | Vautrain (9811)            | Greppo* (2747) Harant (347)                                                                                               |                           |                                                |
| 5e             | 12091              |                            | Vacherot (5366) Bertillon* (3992) Vimont (1476) Maurin (501) Treillard (551)                                              | Vacherot (5069)           | Bertillon* (4417)                              |
| 6e             | 13708              | Hérisson* (6885)           | Masson (5681) |                           |                                                |
| 7e             | 13708              | Arnaud (6257)              | Ribeaucourt* (2559) |                           |                                                |
| 8e             | 7180               | Carnot* (6099)             | Denormandie (495) Bethmont (405) Aubry (36)                                                                               |                           |                                                |
| 9e             | 12016              |                            | Desmarest (5643) Chaudey* (3154) Parent (1335) Massol (998) Arlès-Dufour (819)                                            | Desmarest (6272)          | Parent (990) Massol (710)                      |
| 10e            | 15471              |                            | Dubail (7558) Murat (3499) Olive (1720) Brisson (1409) Thiébaut (494) Brelay (264) O'Reilly* (210)                        | Dubail (6221)             | Olive (5768)                                   |
| 11e            | 23930              | Mottu (14251)              | Fonvielle* (5643) |                           |                                                |
| 12e            | 10199              |                            | Grivot* (4727) Millière (2118) Denizot (1180) Carré (1038) Soudé (949)                                                    | Grivot* (5028)            | Millière (3599) Soudé (491)                    |
| 13e            | 4478               | Pernolet (2950)            | Passedouet* (1329) |                           |                                                |
| 14e            | 7835               |                            | Boyer (2137) Asseline* (2037) Janet (1109) Alfred Deberle (d) (618) Petit (547) Delbost (435) Blanc (316) Ducoudray (275) | Asseline* (4007)          | Boyer (1698)                                   |
| 15e            | 10671              | Corbon* (6386)             | Hugo (4029) Aubert (26)                                                                                                   |                           |                                                |
| 16e            | 4633               | Martin* (4506)             | |                           |                                                |
| 17e            | 9370               | Favre* (5730)              | Rousselle (2617) Villeneuve (565) Goudonnèche (157)                                                                       |                           |                                                |
| 18e            | 14544              | Clemenceau (9409)          | Avrault* (4736) |                           |                                                |
| 19e            | 6543               |                            | Delescluze (2922) Richard* (1778) Gargan (1242) Vallès (350)                                                              | Delescluze (4054)         | Richard* (2403)                                |
| 20e            | 13259              |                            | Braleret* (4893) Ranvier (3658) Flourens (2455) Millière (1606) Garnier (400) Landolphe (119)                             | Ranvier (7535)            | Braleret* (4567) Landolphe (102) Millière (60) |